# Cuba op de Olympische Zomerspelen 2020
Cuba nam deel aan de Olympische Zomerspelen 2020 in Tokio, Japan. Er werden vijftien medailles gewonnen, waarvan zeven gouden. Hiermee werd Cuba veertiende in het medailleklassement.

## Medailleoverzicht
| Medaille | Naam                          | Sport       | Onderdeel                 | Datum      |
| -------- | ----------------------------- | ----------- | ------------------------- | ---------- |
| Goud     | Luis Orta                     | Worstelen   | -60kg grieks-romeins (m)  | 2 augustus |
| Goud     | Mijaín López                  | Worstelen   | -130kg grieks-romeins (m) | 2 augustus |
| Goud     | Fernando Jorge Serguey Torres | Kanovaren   | C-2 1000m (m)             | 3 augustus |
| Goud     | Roniel Iglesias               | Boksen      | weltergewicht (m)         | 3 augustus |
| Goud     | Arlen López                   | Boksen      | halfzwaargewicht (m)      | 4 augustus |
| Goud     | Julio César La Cruz           | Boksen      | zwaargewicht (m)          | 6 augustus |
| Goud     | Andy Cruz                     | Boksen      | lichtgewicht (m)          | 8 augustus |
|          |                               |             |                           |            |
| Zilver   | Idalys Ortiz                  | Judo        | +78kg (v)                 | 30 juli    |
| Zilver   | Juan Miguel Echevarría        | Atletiek    | verspringen (m)           | 2 augustus |
| Zilver   | Leuris Pupo                   | Schietsport | 25m snelvuurpistool (m)   | 2 augustus |
|          |                               |             |                           |            |
| Brons    | Rafael Alba                   | Taekwondo   | +80kg (m)                 | 27 juli    |
| Brons    | Maykel Massó                  | Atletiek    | verspringen (m)           | 2 augustus |
| Brons    | Yaimé Pérez                   | Atletiek    | discuswerpen (v)          | 2 augustus |
| Brons    | Lázaro Álvarez                | Boksen      | vedergewicht (m)          | 2 augustus |
| Brons    | Reineris Salas                | Worstelen   | -97kg vrije stijl (m)     | 7 augustus |

## Atleten
Hieronder volgt een overzicht van de atleten die zich kwalificeerden voor deelname aan de Olympische Zomerspelen 2020.
| sport            | Mannen | Vrouwen | totaal |
| ---------------- | ------ | ------- | ------ |
| Atletiek         | 7      | 13      | 20     |
| Boksen           | 7      | 0       | 7      |
| Gewichtheffen    | 1      | 3       | 4      |
| Gymnastiek       | 0      | 1       | 1      |
| Judo             | 3      | 3       | 6      |
| Kanovaren        | 2      | 2       | 4      |
| Moderne vijfkamp | 1      | 1       | 2      |
| Roeien           | 0      | 1       | 1      |
| Schietsport      | 3      | 2       | 5      |
| Taekwondo        | 1      | 0       | 1      |
| Tafeltennis      | 1      | 1       | 2      |
| Volleybal        | 0      | 2       | 2      |
| Wielersport      | 0      | 1       | 1      |
| Worstelen        | 9      | 3       | 12     |
| totaal           | 36     | 34      | 70     |

## Sporten

### Atletiek
Mannen
Technische nummers
| atleet                 | onderdeel          | kwalificaties | kwalificaties | finale         | finale         |
| atleet                 | onderdeel          | afstand       | rang          | afstand        | rang           |
| ---------------------- | ------------------ | ------------- | ------------- | -------------- | -------------- |
| Andy Díaz              | hink-stap-springen | DNS           | DNS           | niet geplaatst | niet geplaatst |
| Cristian Nápoles       | hink-stap-springen | 17,08         | 4 Q           | 16,63          | 10             |
| Luis Zayas             | hoogspringen       | 2,17          | 26            | niet geplaatst | niet geplaatst |
| Juan Miguel Echevarría | verspringen        | 8,50          | 1 Q           | 8,41           | Zilver         |
| Lester Lescay          | verspringen        | 7,69          | 24            | niet geplaatst | niet geplaatst |
| Maykel Massó           | verspringen        | 8,07          | 7 q           | 8,21           | Brons          |

Vrouwen
Loopnummers
| atlete                                                                                             | onderdeel    | series  | series | kwartfinale | kwartfinale | halve finale | halve finale | finale         | finale         |
| atlete                                                                                             | onderdeel    | tijd    | rang   | tijd        | rang        | tijd         | rang         | tijd           | rang           |
| -------------------------------------------------------------------------------------------------- | ------------ | ------- | ------ | ----------- | ----------- | ------------ | ------------ | -------------- | -------------- |
| Roxana Gómez                                                                                       | 400 m        | 50,76   | 2 Q    | n.v.t.      | n.v.t.      | 49,71        | 3 q          | DNF            | DNF            |
| Rose Mary Almanza                                                                                  | 800 m        | 2.00,71 | 1 Q    | n.v.t.      | n.v.t.      | 1.59,65      | 4            | niet geplaatst | niet geplaatst |
| Zurian Hechavarría                                                                                 | 400 m horden | 54,99   | 5 q    | n.v.t.      | n.v.t.      | 55,21        | 4            | niet geplaatst | niet geplaatst |
| Rose Mary Almanza(S-F) Sahily Diago(S-F) Roxana Gómez Zurian Hechavarría(S-F) Lisneidy Veitía(S-F) | 4x400 m      | 3.24,04 | 2 Q    | n.v.t.      | n.v.t.      | n.v.t.       | n.v.t.       | 3.26,92        | 8              |

Technische nummers
| atlete             | onderdeel            | kwalificaties | kwalificaties | finale         | finale         |
| atlete             | onderdeel            | afstand       | rang          | afstand        | rang           |
| ------------------ | -------------------- | ------------- | ------------- | -------------- | -------------- |
| Denia Caballero    | discuswerpen         | 57,96         | 23            | niet geplaatst | niet geplaatst |
| Yaimé Pérez        | discuswerpen         | 63,18         | 7 q           | 65,72          | Brons          |
| Leyanis Pérez      | hink-stap-springen   | DNS           | DNS           | niet geplaatst | niet geplaatst |
| Liadagmis Povea    | hink-stap-springen   | 14,50         | 5 Q           | 14,70          | 5              |
| Davisleydi Velazco | hink-stap-springen   | 14,14         | 15            | niet geplaatst | niet geplaatst |
| Yarisley Silva     | polsstokhoogspringen | 4,55          | 8 q           | 4,50           | 8              |

Meerkamp
| atlete             | onderdeel | onderdeel | 100 h | hs  | ks  | 200 m | vs  | sw  | 800 m | totaal | rang |
| ------------------ | --------- | --------- | ----- | --- | --- | ----- | --- | --- | ----- | ------ | ---- |
| Yorgelis Rodríguez | zevenkamp | res.      | DNF   | DNS | DNS | DNS   | DNS | DNS | DNS   | DNS    | DNS  |
| Yorgelis Rodríguez | zevenkamp | pnt.      | 0     | DNS | DNS | DNS   | DNS | DNS | DNS   | DNS    | DNS  |

### Boksen
Mannen
| atleet              | onderdeel         | eerste ronde         | tweede ronde         | kwartfinale          | halve finale         | finale                | rang           |
| atleet              | onderdeel         | tegenstander uitslag | tegenstander uitslag | tegenstander uitslag | tegenstander uitslag | tegenstander uitslag  | rang           |
| ------------------- | ----------------- | -------------------- | -------------------- | -------------------- | -------------------- | --------------------- | -------------- |
| Yosvany Veitía      | vlieggewicht      | bye                  | Tetteh W 5-0         | Yafai V 1-4          | niet geplaatst       | niet geplaatst        | niet geplaatst |
| Lázaro Álvarez      | vedergewicht      | bye                  | Shahbakhsh W         | Butdee W 3-2         | Batyrgaziev V 2-3    | niet geplaatst        | Brons          |
| Andy Cruz           | lichtgewicht      | bye                  | McCormack W 5-0      | Oliveira W 4-1       | Garside W 5-0        | Davis W 4-1           | Goud           |
| Roniel Iglesias     | weltergewicht     | bye                  | Okazawa W 3-2        | Johnson W 5-0        | Zamkovoy W 5-0       | McCormack W 5-0       | Goud           |
| Arlen López         | halfzwaargewicht  | bye                  | Houmri W 5-0         | Romero W 5-0         | Alfonso W 5-0        | Whittaker W 4-1       | Goud           |
| Julio César La Cruz | zwaargewicht      | bye                  | Ocholo W 5-0         | Reyes W 4-1          | Teixeira W 4-1       | Gadzhimagomedov W 5-0 | Goud           |
| Dainier Peró        | superzwaargewicht | bye                  | Calcedo W 5-0        | Torrez V 1-4         | niet geplaatst       | niet geplaatst        | niet geplaatst |

### Gewichtheffen
Mannen
| atlete       | onderdeel | trekken | trekken | stoten | stoten | totaal | rang |
| atlete       | onderdeel | score   | rang    | score  | rang   | totaal | rang |
| ------------ | --------- | ------- | ------- | ------ | ------ | ------ | ---- |
| Olfides Sáez | -96 kg    | 156     | 11      | 203    | 7      | 359    | 9    |

Vrouwen
| atlete           | onderdeel | trekken | trekken | stoten | stoten | totaal | rang |
| atlete           | onderdeel | score   | rang    | score  | rang   | totaal | rang |
| ---------------- | --------- | ------- | ------- | ------ | ------ | ------ | ---- |
| Ludia Montero    | -49 kg    | 82      | 5       | 96     | 7      | 178    | 6    |
| Marina Rodríguez | -64 kg    | 98      | 11      | 123    | 6      | 221    | 8    |
| Eyurkenia Pileta | +87 kg    | 96      | 10      | 129    | 8      | 225    | 9    |

### Gymnastiek

#### Turnen
Vrouwen
| atlete         | onderdeel | kwalificatie | kwalificatie | kwalificatie | kwalificatie | kwalificatie | kwalificatie | finale         | finale         | finale         | finale         | finale         | finale         |
| atlete         | onderdeel | toestel      | toestel      | toestel      | toestel      | totaal       | positie      | toestel        | toestel        | toestel        | toestel        | totaal         | positie        |
| atlete         | onderdeel | sprong       | brug         | balk         | vloer        | totaal       | positie      | sprong         | brug           | balk           | vloer          | totaal         | positie        |
| -------------- | --------- | ------------ | ------------ | ------------ | ------------ | ------------ | ------------ | -------------- | -------------- | -------------- | -------------- | -------------- | -------------- |
| Marcia Videaux | grond     | 13.499       | n.v.t.       | n.v.t.       | n.v.t.       | 13.499       | 16           | niet geplaatst | niet geplaatst | niet geplaatst | niet geplaatst | niet geplaatst | niet geplaatst |

### Judo
Mannen
| atleet            | onderdeel | eerste ronde         | tweede ronde         | derde ronde          | kwartfinale          | halve finale         | herkansing           | finale / BM          | finale / BM    |
| atleet            | onderdeel | tegenstander uitslag | tegenstander uitslag | tegenstander uitslag | tegenstander uitslag | tegenstander uitslag | tegenstander uitslag | tegenstander uitslag | rang           |
| ----------------- | --------- | -------------------- | -------------------- | -------------------- | -------------------- | -------------------- | -------------------- | -------------------- | -------------- |
| Magdiel Estrada   | −73 kg    | bye                  | Sterpu V 00–10       | niet geplaatst       | niet geplaatst       | niet geplaatst       | niet geplaatst       | niet geplaatst       | niet geplaatst |
| Iván Felipe Silva | −90 kg    | bye                  | Žgank V 00-01        | niet geplaatst       | niet geplaatst       | niet geplaatst       | niet geplaatst       | niet geplaatst       | niet geplaatst |
| Andy Granda       | +100 kg   | n.v.t.               | Rakhimov V 00-01     | niet geplaatst       | niet geplaatst       | niet geplaatst       | niet geplaatst       | niet geplaatst       | niet geplaatst |

Vrouwen
| atlete             | onderdeel | eerste ronde         | tweede ronde         | derde ronde          | kwartfinale          | halve finale         | herkansing           | finale / BM          | finale / BM    |
| atlete             | onderdeel | tegenstander uitslag | tegenstander uitslag | tegenstander uitslag | tegenstander uitslag | tegenstander uitslag | tegenstander uitslag | tegenstander uitslag | rang           |
| ------------------ | --------- | -------------------- | -------------------- | -------------------- | -------------------- | -------------------- | -------------------- | -------------------- | -------------- |
| Maylín del Toro    | −63 kg    | n.v.t.               | Dahouk W 10 - 00     | Barrios V 000-010    | niet geplaatst       | niet geplaatst       | niet geplaatst       | niet geplaatst       | niet geplaatst |
| Kaliema Antomarchi | −78 kg    | n.v.t.               | bye                  | Prodan W 01 - 00     | Malonga V 01-11      | niet geplaatst       | Steenhuis W 10-00    | Wagner V 00-01       | 5              |
| Idalys Ortiz       | +78 kg    | n.v.t.               | bye                  | Nunes W 01 - 00      | Xu Sy W 10-00        | Dicko W 11-00        | bye                  | Sone V 00-10         | Zilver         |

### Kanovaren
Mannen
Sprint
| atleet                        | onderdeel  | series   | series | kwartfinale | kwartfinale | halve finale | halve finale | finale   | finale |
| atleet                        | onderdeel  | tijd     | rang   | tijd        | rang        | tijd         | rang         | tijd     | rang   |
| ----------------------------- | ---------- | -------- | ------ | ----------- | ----------- | ------------ | ------------ | -------- | ------ |
| Fernando Jorge                | C-1 1000 m | 4.04,378 | 1 HF   | bye         | bye         | 4.04,725     | 4 FA         | 4.13,918 | 7      |
| José Ramón Pelier             | C-1 1000 m | 4.06,343 | 2 HF   | bye         | bye         | 4.09,696     | 6 FB         | 4.02,915 | 9      |
| Fernando Jorge Serguey Torres | C-2 1000 m | 3.39,028 | 2 HF   | bye         | bye         | 3.27,102     | 2 FA         | 3.24,995 | Goud   |

Vrouwen
Sprint
| atlete                            | onderdeel | series   | series | kwartfinale | kwartfinale | halve finale | halve finale | finale   | finale |
| atlete                            | onderdeel | tijd     | rang   | tijd        | rang        | tijd         | rang         | tijd     | rang   |
| --------------------------------- | --------- | -------- | ------ | ----------- | ----------- | ------------ | ------------ | -------- | ------ |
| Yarisleidis Cirilo                | C-1 200 m | 47.267   | 2 HF   | bye         | bye         | 48,375       | 6 FB         | 48,582   | 12     |
| Katherin Nuevo                    | C-1 200 m | 46,533   | 2 HF   | bye         | bye         | 49,242       | 8 FB         | 49,024   | 16     |
| Yarisleidis Cirilo Katherin Nuevo | C-2 500 m | 2.03,229 | 3 KF   | 2.03,282    | 1 HF        | 2.03,655     | 2 FA         | 2.01,623 | 6      |

### Moderne vijfkamp
Mannen
| atleet      | onderdeel        | schermen (degen) | schermen (degen) | schermen (degen) | schermen (degen) | zwemmen (200 m vrije slag) | zwemmen (200 m vrije slag) | zwemmen (200 m vrije slag) | paardrijden (springen) | paardrijden (springen) | paardrijden (springen) | combinatie: schieten/lopen (10 m luchtpistool)/(3200 m) | combinatie: schieten/lopen (10 m luchtpistool)/(3200 m) | combinatie: schieten/lopen (10 m luchtpistool)/(3200 m) | totaal punten | rang |
| atleet      | onderdeel        | RR               | BR               | rang             | punten           | tijd                       | rang                       | punten                     | strafpunten            | rang                   | punten                 | tijd                                                    | rang                                                    | punten                                                  | totaal punten | rang |
| ----------- | ---------------- | ---------------- | ---------------- | ---------------- | ---------------- | -------------------------- | -------------------------- | -------------------------- | ---------------------- | ---------------------- | ---------------------- | ------------------------------------------------------- | ------------------------------------------------------- | ------------------------------------------------------- | ------------- | ---- |
| Lester Ders | moderne vijfkamp | 10-25            | 0                | 34               | 160              | 2.01,45                    | 15                         | 308                        | EL                     | 33                     | 0                      | 11.46,41                                                | 28                                                      | 594                                                     | 1062          | 36   |

Vrouwen
| atlete     | onderdeel        | schermen (degen) | schermen (degen) | schermen (degen) | schermen (degen) | zwemmen (200 m vrije slag) | zwemmen (200 m vrije slag) | zwemmen (200 m vrije slag) | paardrijden (springen) | paardrijden (springen) | paardrijden (springen) | combinatie: schieten/lopen (10 m luchtpistool)/(3200 m) | combinatie: schieten/lopen (10 m luchtpistool)/(3200 m) | combinatie: schieten/lopen (10 m luchtpistool)/(3200 m) | totaal punten | rang |
| atlete     | onderdeel        | RR               | BR               | rang             | punten           | tijd                       | rang                       | punten                     | strafpunten            | rang                   | punten                 | tijd                                                    | rang                                                    | punten                                                  | totaal punten | rang |
| ---------- | ---------------- | ---------------- | ---------------- | ---------------- | ---------------- | -------------------------- | -------------------------- | -------------------------- | ---------------------- | ---------------------- | ---------------------- | ------------------------------------------------------- | ------------------------------------------------------- | ------------------------------------------------------- | ------------- | ---- |
| Leydi Moya | moderne vijfkamp | 15-20            | 1                | 26               | 191              | 2.17,96                    | 29                         | 275                        | 9                      | 15                     | 291                    | 13.16,65                                                | 30                                                      | 504                                                     | 1261          | 26   |

### Roeien
Vrouwen
| atlete        | onderdeel | series  | series | herkansingen | herkansingen | kwartfinale | kwartfinale | halve finale | halve finale | finale  | finale |
| atlete        | onderdeel | tijd    | rang   | tijd         | rang         | tijd        | rang        | tijd         | rang         | tijd    | rang   |
| ------------- | --------- | ------- | ------ | ------------ | ------------ | ----------- | ----------- | ------------ | ------------ | ------- | ------ |
| Milena Venega | skiff     | 8.03,00 | 4 H    | 8.17,30      | 1 KF         | 8.25,26     | 5 HC/D      | 7.41,18      | 3 FC         | 7.47,40 | 17     |

Legenda: FA=finale A (medailles); FB=finale B (geen medailles); FC=finale C (geen medailles); FD=finale D (geen medailles); FE=finale E (geen medailles); FF=finale F (geen medailles); HA/B=halve finale A/B; HC/D=halve finale C/D; HE/F=halve finale E/F; KF=kwartfinale; H=herkansing

### Schietsport
Mannen
| atleet        | onderdeel            | kwalificaties | kwalificaties | finale         | finale         |
| atleet        | onderdeel            | punten        | rang          | punten         | rang           |
| ------------- | -------------------- | ------------- | ------------- | -------------- | -------------- |
| Jorge Grau    | 10 m luchtpistool    | 574           | 19            | niet geplaatst | niet geplaatst |
| Jorge Álvarez | 25 m snelvuurpistool | 578           | 12            | niet geplaatst | niet geplaatst |
| Leuris Pupo   | 25 m snelvuurpistool | 583           | 5 Q           | 29             | Zilver         |

Vrouwen
| atlete           | onderdeel               | kwalificaties | kwalificaties | finale         | finale         |
| atlete           | onderdeel               | punten        | rang          | punten         | rang           |
| ---------------- | ----------------------- | ------------- | ------------- | -------------- | -------------- |
| Eglis Yaima Cruz | 50 m geweer 3 houdingen | 1163          | 23            | niet geplaatst | niet geplaatst |
| Eglis Yaima Cruz | 10m luchtgeweer         | 620,5         | 37            | niet geplaatst | niet geplaatst |
| Laina Pérez      | 10m luchtgeweer         | 567           | 32            | niet geplaatst | niet geplaatst |
| Laina Pérez      | 25m pistool             | 582           | 14            | niet geplaatst | niet geplaatst |

Gemengd
| atleet                 | onderdeel         | kwalificatie 1 | kwalificatie 1 | kwalificatie 2 | kwalificatie 2 | finale                 | finale         |
| atleet                 | onderdeel         | punten         | rang           | punten         | rang           | tegenstander resultaat | rang           |
| ---------------------- | ----------------- | -------------- | -------------- | -------------- | -------------- | ---------------------- | -------------- |
| Jorge Grau Laina Pérez | 10 m luchtpistool | 568            | 14             | niet geplaatst | niet geplaatst | niet geplaatst         | niet geplaatst |

### Taekwondo
Mannen
| atleet      | onderdeel | eerste ronde         | kwartfinale          | halve finale         | herkansing           | finale / BM          | finale / BM |
| atleet      | onderdeel | tegenstander uitslag | tegenstander uitslag | tegenstander uitslag | tegenstander uitslag | tegenstander uitslag | rang        |
| ----------- | --------- | -------------------- | -------------------- | -------------------- | -------------------- | -------------------- | ----------- |
| Rafael Alba | +80 kg    | Georgievski V 8-11   | niet geplaatst       | niet geplaatst       | Gbané W 8-2          | Sun Hongyi W 5-4     | Brons       |

### Tafeltennis
Vrouwen
| atlete          | onderdeel | voorronde            | eerste ronde         | tweede ronde         | derde ronde          | vierde ronde         | kwartfinale          | halve finale         | finale / BM          | finale / BM    |
| atlete          | onderdeel | tegenstander uitslag | tegenstander uitslag | tegenstander uitslag | tegenstander uitslag | tegenstander uitslag | tegenstander uitslag | tegenstander uitslag | tegenstander uitslag | rang           |
| --------------- | --------- | -------------------- | -------------------- | -------------------- | -------------------- | -------------------- | -------------------- | -------------------- | -------------------- | -------------- |
| Daniela Fonseca | enkelspel | Lay V 0-4            | niet geplaatst       | niet geplaatst       | niet geplaatst       | niet geplaatst       | niet geplaatst       | niet geplaatst       | niet geplaatst       | niet geplaatst |

Gemengd
| atlete                       | onderdeel  | eerste ronde            | kwartfinale          | halve finale         | finale / BM          | finale / BM    |
| atlete                       | onderdeel  | tegenstander uitslag    | tegenstander uitslag | tegenstander uitslag | tegenstander uitslag | rang           |
| ---------------------------- | ---------- | ----------------------- | -------------------- | -------------------- | -------------------- | -------------- |
| Jorge Campos Daniela Fonseca | dubbelspel | Franziska - Solja V 0-4 | niet geplaatst       | niet geplaatst       | niet geplaatst       | niet geplaatst |

### Volleybal

#### Beachvolleybal
Vrouwen
| atleten                        | onderdeel | eerste ronde                                                                                                 | eerste ronde | tussenronde                  | achtste finale                 | kwartfinale          | halve finale         | finale / BM          | finale / BM    |
| atleten                        | onderdeel | tegenstander uitslag                                                                                         | stand        | tegenstander uitslag         | tegenstander uitslag           | tegenstander uitslag | tegenstander uitslag | tegenstander uitslag | rang           |
| ------------------------------ | --------- | --- | ------------ | ---------------------------- | ------------------------------ | -------------------- | -------------------- | -------------------- | -------------- |
| Lidy Echevarría Leila Martínez | vrouwen   | Artacho – Clancy V 15-21, 14-21 Cholomina – Makrogoezova V 16-21, 11-21 Menegatti – Orsi Toth W 21-16, 21-16 | 3 R          | Schoon - Stam W 21-17, 21-17 | Klineman - Ross V 17-21, 15-21 | niet geplaatst       | niet geplaatst       | niet geplaatst       | niet geplaatst |

### Wielersport

#### Wegwielrennen
Vrouwen
| atleet         | onderdeel    | tijd    | rang |
| -------------- | ------------ | ------- | ---- |
| Arlenis Sierra | wegwedstrijd | 3.59.47 | 34   |

### Worstelen
Mannen
Grieks-Romeins
| atleet           | onderdeel | eerste ronde          | kwartfinale          | halve finale         | herkansing           | finale / BM          | finale / BM |
| atleet           | onderdeel | tegenstander uitslag  | tegenstander uitslag | tegenstander uitslag | tegenstander uitslag | tegenstander uitslag | rang        |
| ---------------- | --------- | --------------------- | -------------------- | -------------------- | -------------------- | -------------------- | ----------- |
| Luis Orta        | −60 kg    | Hafizov W 3-0         | Emeling W 3-1        | Ciobanu W 4-0        | bye                  | Fumita W 3-1         | Goud        |
| Ismael Borrero   | −67 kg    | Zoidze V 1-3          | niet geplaatst       | niet geplaatst       | niet geplaatst       | niet geplaatst       | 11          |
| Yosvanys Peña    | −77 kg    | Ali Geraei V 1-3      | niet geplaatst       | niet geplaatst       | niet geplaatst       | niet geplaatst       | 10          |
| Daniel Grégorich | −87 kg    | Abbasov W 3-1         | Metwally V 0-5       | niet geplaatst       | niet geplaatst       | niet geplaatst       | 9           |
| Gabriel Rosillo  | −97 kg    | Savolainen V 1-3      | niet geplaatst       | niet geplaatst       | niet geplaatst       | niet geplaatst       | 13          |
| Mijaín López     | −130 kg   | Alexuc-Ciurariu W 4-0 | Mirzazadeh W 4-0     | Kayaalp W 3-0        | bye                  | Kajaia W 3-0         | Goud        |

Vrije stijl
| atleet           | onderdeel | eerste ronde         | kwartfinale          | halve finale         | herkansing           | finale / BM          | finale / BM |
| atleet           | onderdeel | tegenstander uitslag | tegenstander uitslag | tegenstander uitslag | tegenstander uitslag | tegenstander uitslag | rang        |
| ---------------- | --------- | -------------------- | -------------------- | -------------------- | -------------------- | -------------------- | ----------- |
| Alejandro Valdés | −65 kg    | Niyazbekov V 1-3     | niet geplaatst       | niet geplaatst       | niet geplaatst       | niet geplaatst       | 11          |
| Geandry Garzón   | −74 kg    | Kadzimahamedau V 1-3 | niet geplaatst       | niet geplaatst       | Dake V 0-4           | niet geplaatst       | 9           |
| Reineris Salas   | −97 kg    | Hushtyn W 3-1        | Nurov W 3-1          | Sadulaev V 0-3       | bye                  | Sharifov W 3-1       | Brons       |

Vrouwen
Vrije stijl
| atlete           | onderdeel | eerste ronde         | kwartfinale          | halve finale         | herkansing           | finale / BM          | finale / BM |
| atlete           | onderdeel | tegenstander uitslag | tegenstander uitslag | tegenstander uitslag | tegenstander uitslag | tegenstander uitslag | rang        |
| ---------------- | --------- | -------------------- | -------------------- | -------------------- | -------------------- | -------------------- | ----------- |
| Yusneylys Guzmán | −50 kg    | Sun Yn V 1-3         | niet geplaatst       | niet geplaatst       | Livach V 0-5         | niet geplaatst       | 12          |
| Laura Hérin      | −53 kg    | Qianyu V 1-3         | niet geplaatst       | niet geplaatst       | Winchester V 0-3     | niet geplaatst       | 15          |
| Yudari Sanchéz   | −68 kg    | Zhou Feng V 1-3      | niet geplaatst       | niet geplaatst       | niet geplaatst       | niet geplaatst       | 12          |

### Zwemmen
Mannen
| atleet           | onderdeel         | series  | series | halve finale   | halve finale   | finale         | finale         |
| atleet           | onderdeel         | tijd    | rang   | tijd           | rang           | tijd           | rang           |
| ---------------- | ----------------- | ------- | ------ | -------------- | -------------- | -------------- | -------------- |
| Luis Vega Torres | 200 m vlinderslag | 1.59,00 | 31     | niet geplaatst | niet geplaatst | niet geplaatst | niet geplaatst |
| Luis Vega Torres | 400 m wisselslag  | 4.27,65 | 29     | n.v.t.         | n.v.t.         | niet geplaatst | niet geplaatst |

Vrouwen
| atlete        | onderdeel        | series  | series | halve finale   | halve finale   | finale         | finale         |
| atlete        | onderdeel        | tijd    | rang   | tijd           | rang           | tijd           | rang           |
| ------------- | ---------------- | ------- | ------ | -------------- | -------------- | -------------- | -------------- |
| Elisbet Gámez | 200 m vrije slag | 2.00,65 | 29     | niet geplaatst | niet geplaatst | niet geplaatst | niet geplaatst |